# لیسل جونز
لیسل جونز (به انگلیسی: Leisel Jones) ورزشکار زن رشتهٔ شنا اهل کشور استرالیا است. وی در بین سال‌های ‎۲۰۰۰ تا ۲۰۱۲ میلادی در مسابقات بازی‌های المپیک تابستانی در مجموع ۹ مدال، شامل ۳ مدال طلا و ۵ نقره و ۱ برنز را کسب کرد.